# Miles-Insel
Die Miles-Insel ist eine 5 km lange Insel im Highjump-Archipel vor der Küste des ostantarktischen Wilkeslands. In der Gruppe der Mariner-Inseln liegt sie unmittelbar nördlich der Booth-Halbinsel.
Luftaufnahmen der US-amerikanischen Operation Highjump (1946–1947) dienten ihrer Kartierung. Das Advisory Committee on Antarctic Names benannte sie 1956 nach Richard A. Miles, Besatzungsmitglied bei den Flügen während der Operation Highjump zur Erstellung von Luftaufnahmen der Küstenlinie zwischen dem 14. und 164. östlichen Längengrad.